# 중성자온도
중성자온도는 보통 전자볼트에 주어지는 중성자의 운동 에너지를 가리킨다.

## 온도 범위
| 중성자 에너지 | 에너지 범위                                                      |
| ------------- | ---------------------------------------------------------------- |
| 0.0–0.025 eV  | 냉중성자(Cold neutrons, 찬 중성자)                               |
| 0.025 eV      | 열중성자(Thermal neutrons)                                       |
| 0.025–0.4 eV  | 고온 열중성자(Epithermal neutrons, 에피서멀 중성자, 열외 중성자) |
| 0.4–0.5 eV    | 카드뮴중성자(Cadmium neutrons)                                   |
| 0.5–1 eV      | 에피카드뮴중성자(EpiCadmium neutrons)                            |
| 1–10 eV       | 저속중성자(Slow neutrons)                                        |
| 10–300 eV     | 공명중성자(Resonance neutrons)                                   |
| 300 eV–1 MeV  | 중속중성자(Intermediate neutrons)                                |
| 1–20 MeV      | (고속중성자, Fast neutrons, 속 중성자)                           |
| > 20 MeV      | 초고속중성자(Ultrafast neutrons)                                 |

## 저속중성자
운동 에너지가 약 1 전자 볼트 (eV) 미만인 중성자, 이는 1.60217646 10-19 joule(에너지의 단위)과 같다. 느린 중성자는 원자핵과 탄성 산란 상호 작용을 자주 겪으며 그 과정에서 에너지의 일부를 상호 작용하는 핵으로 전달할 수 있다. 그러나 중성자의 운동 에너지가 너무 낮기 때문에 결과 반동 핵은 이온화 입자로 분류되기에 충분한 에너지를 갖지 못한다. 대신, 느린 중성자의 검출을 위한 중요한 상호 작용은 중성자가 핵에 흡수되고 하전 입자가 형성되는 핵 반응을 포함한다. 하전 된 입자는 핵 반응에 의해 공급되는 다량의 운동 에너지로 생성된다. 따라서, 이들 반응의 생성물은 이온화 입자이며, 이것은 무거운 하전을 띤 입자로 구성된 직접 방사선과 거의 동일한 방식으로 상호작용 한다.우라늄 235와 충돌하면 연쇄 반응을 일으킨다.

## 같이 보기
- 입자 목록
- 핵반응